# شاهلی تپه
شاهلی تپه مربوط به دوره اشکانیان - دوره ساسانیان است و در شهرستان خدابنده، بخش مرکزی، روستای دو تپه سفلی واقع شده و این اثر در تاریخ ۱۷ اسفند ۱۳۸۱ با شمارهٔ ثبت ۷۸۱۰ به‌عنوان یکی از آثار ملی ایران به ثبت رسیده است. همچنین اسم شاهل به عنوان نام دختر مورد استفاده قرار گرفته است و به معنی مروارید دل می باشد  